# Драгиша Шокица
Драгиша Шокица (Београд, 16. јул 1927 — Нови Сад, 12. фебруар 1991) био је српски филмски и позоришни глумац.

## Биографија
Потекао је из радничке породице. Од 1930. је живео у Новом Саду, где се и школовао. Државну глумачку школу у Новом Саду, у класи Јурија Љвовича Ракитина и Јована Коњовића, уписао је 1949. и завршио 1953; одмах је био ангажован у СНП. У сезони 1954/55. играо је у НП у Сомбору, али се вратио у СНП и у њему остао до смрти.
У својој уметничкој каријери био је познат по многобројним улогама карактерне комике. Био је тумач тзв. малих улога, велики глумац малих улога. Његова глума је била изнад свега природна, искрена, непосредна и једноставна. Улоге је доносио студиозно, волео је своје мале улоге и са великом стваралачком страшћу играо те епизодне улоге. Био је велик глумац епизодних улога који се залагао за сваку улогу коју је доносио као да је насловна, природно, без појачане и пренаглашене дикције и гестикулације.

## Филмографија
|                   | 1960 | 1970 | 1980 | Укупно |
| ----------------- | ---- | ---- | ---- | ------ |
| Дугометражни филм | 0    | 1    | 0    | 1      |
| ТВ филм           | 1    | 2    | 3    | 6      |
| ТВ мини серија    | 0    | 1    | 0    | 1      |
| Укупно            | 1    | 4    | 3    | 8      |

| Год.     | Назив                        | Улога \|- style="background: Lavender; text-align:center; " | 1960.-те | 1960.-те | 1960.-те | 1960.-те |
| 1967.    | Џандрљиви муж ТВ филм        | Никола                                                      |          |          |          |          |
| 1970.-те |                              |                                                             |          |          |          |          |
| 1973.    | Филип на коњу ТВ мини серија | Ђорђе командант                                             |          |          |          |          |
| 1974.    | Просек ТВ филм               | /                                                           |          |          |          |          |
| 1978.    | Стићи пре свитања            | /                                                           |          |          |          |          |
| 1978.    | Код Камиле ТВ филм           | Иван Бајић                                                  |          |          |          |          |
| 1980.-те |                              |                                                             |          |          |          |          |
| 1981.    | Развод брака ТВ филм         | /                                                           |          |          |          |          |
| 1983.    | Јесен Ђуке Дражетића ТВ филм | /                                                           |          |          |          |          |
| 1988.    | Дечји бич ТВ филм            | /                                                           |          |          |          |          |